# Zsilip (település)
Zsilip (ukránul: Плав'я) település Ukrajnában, Kárpátalján, a Munkácsi járásban.

## Fekvése
Dolhától északnyugatra, Kopár és Zajgó közt fekvő település.

## Története
A trianoni békeszerződés előtt Bereg vármegye Szolyvai járásához tartozott.
1910-ben 470 lakosából 2 magyar, 39 német, 426 ruszin volt. Ebből 429 görögkatolikus, 40 izraelita volt.